# Pour Monsieur
Pour Monsieur (dal francese: Per signori) è un profumo maschile della casa di moda Chanel, lanciato sul mercato nel 1955, ed ancora oggi in produzione. È considerato un profumo "classico".
Si tratta di una fragranza di tipo Esperidato (o agrumato)-aromatico, classificato come D1m. creato dal "naso" Henri Robert. Venne lanciato sul mercato con il nome A Gentleman's Cologne nel Regno Unito, Chanel for Men negli Stati Uniti e Chanel Pour Monsieur' soltanto in Francia. Soltanto nel 1989, Chanel rilancò il profumo con un unico nome in tutto il mondo. Secondo quanto dichiarato da Chanel, dal 1955 in poi la formula del profumo è rimasta invariata.
Nel 1989 è stato lanciato sul mercato Pour Monsieur Concentré, di tipo orientale-legnoso ed è stato realizzato dal naso Jacques Polge.